# الملكة (مسلسل تركي)
الملكة (بالتركية: Kraliçe)‏ هو مسلسل تلفزيوني درامي تركي، مقتبس من المسلسل الأمريكي "Queen Sugar"؛ عرض المسلسل على قناة كانال دي من 22 مارس الى 7 يونيو 2023. تم دبلجة المسلسل من اللغة التركية إلى العربية باللهجة السورية بواسطة شركة السورية وعُرض على قناة إم بي سي 4.، وقد أدى الدبلجة مجموعة من الممثلين السوريين. عرض المسلسل على قناة سنة 2023 وعرض على في سنة 2023 على شبكة. مدبلجاً إلى باللهجة السورية. عرض المسلسل بالدبلجة العربية على إم بي سي 4، وبالدبلجة الفارسية على إم بي سي الفارسية. تمت دبلجة هذا المسلسل إلى اللغة العربية في سوريا ويعرض على إم بي سي 4. عرض المسلسل بنسخة مدبلجة باللهجة السورية.

## البث الدولي
تم دبلجة المسلسل إلى العربية باللهجة السورية وعُرض على قناة إم بي سي 4 ومنصة شاهد. وبالدبلجة الفارسية على إم بي سي الفارسية.

## روابط خارجية
- الملكة على موقع IMDb (الإنجليزية)
- الملكة على موقع قاعدة بيانات الفيلم (الإنجليزية)
- كانال دي'على موقعها الرسمي Kraliçe نسخة محفوظة 13 March 2023 على موقع واي باك مشين.
- الملكة  على قاعدة بيانات الأفلام على الإنترنت (بالإنجليزية).
- . على يوتيوب
- kralicedizitv على تويتر.
- الملكة على إنستغرام
- الملكة  على فيسبوك.